# Стенел (син на Капаней)
Вижте пояснителната страница за други значения на Стенел.
Стенел (на старогръцки: Σθένελος, Sthenelos) в гръцката митология е цар на Аргос през 13 век пр.н.е.
Той е син на Капаней и Евадна (или Ианеира), дъщеря на цар Ифит и сестра на Етеокъл. Понеже децата на неговия чичо и тъст цар Ифит умират преди него, Стендал се възкачва след неговата смърт на трона на Аргос.
Той е баща на Комет и Килараб. Той е правнук на Анаксагор и така е от династията на Анаксагоридите.
Стенел е един от Епигоните, които завладяват Тива. Като кандидат на Хубавата Елена, той дал клетва и се задължил да участва в Троянската война. Под командването на неговия приятел Диомед, той ръководи Аргивите в битките. Той е също един от четидесетте герои, които се скриват в Троянския кон. Като военна плячка той получава дървената култова фигура на триокия Зевс Херкей. Гробът на Стенел е показан на географа Павзаний в Гимназион Киларабис в Аргос.
След неговата смърт управлението е поето от неговия син Килараб.